# Понтини-Поцола (Лоди)
Понтини-Поцола је насеље у Италији у округу Лоди, региону Ломбардија.
Према процени из 2011. у насељу је живело 63 становника. Насеље се налази на надморској висини од 46 м.